# 크라이스트처치
크라이스트처치(영어: Christchurch, 마오리어: Ōtautahi)는 뉴질랜드의 남섬 동쪽에 있는 캔터버리 지방의 주요 도시로, 남섬에서 인구가 가장 많은 도시이다. 그리고 뉴질랜드 제3의 도시이다. 도시 인구는 2021년 기준으로 392,100명으로 뉴질랜드에서 2번째로 큰 대도시권이기도 하다. 크라이스트처치 식물원과 해글리 공원 등 넓고 아름다운 공원이 많아서 "정원 도시"라는 별명이 붙었다. 에이번 강과 히스코트 강의 합류점에 있었다. 목축·밀·경작 지대의 중심이다. 캔터버리는 작물이 많이 나는 지역이라서 농업에 기반을 두고 있으며 관광 산업에도 치중하고 있다. 영국국교회(성공회) 신도들이 1840년에 건설하였다.

## 역사
1250년경 뉴질랜드에 서식하던 거대한 새 모아를 쫓아 북섬의 이스트 코스트에서 원주민이 옮겨왔다는 견해가 유력하다. 모아를 쫓아 정착 생활을 시작한 부족의 고고학적 증거가 1876년 크라이스트처치의 동굴에서 발견되었다. 뉴질랜드 원주민 마오리족의 전설에 의하면 모아를 쫓아 와이타라(Waitaha)라는 부족이 이 지역으로 이주한 것이 16세기라고 한다. 그 후 몇 개의 부족이 들어와 살았으며, 나티 마모에(Ngati Mamoe), 나이 타후(Ngai Tahu) 같은 부족이 정착하였다.
유럽 정착민이 온 1830년대까지 이 지역에 정착하고 있던 것으로 알려져 있다. 1839년에 뉴질랜드 회사가 런던에서 설립되어 유럽에서 뉴질랜드로 이민 유입의 역사가 시작된다.
1840년대에 네덜란드, 프랑스 등 유럽 국가에서 개척민들이 정착한다. 1840년 와이탕이 조약이 체결되어, 사실상 영국 직할 식민지가 된다. 1850년부터 영국의 식민지가 시작되어, 뉴질랜드의 최초 도시가 되었다. 그 해에는 캔터버리 협회가 결성되어, 영국에서 첫 이민들을 보냈다. 측량사 조지프 토머스는 이 대지를 선택하였고, 다른 측량사 에드워드 졸리와 함께 거리들과 구지 분할 계획을 세웠다. 이 정착은 뉴질랜드에 앵글리칸교회를 새로 창조하는 목적이었다. 목표는 사라지고, 캔터버리 협회도 1855년에 해산되었다. 그러나 영국적인 사람들은 남아있었고, 고딕 건축물인 앵글리칸 성당(크라이스트처치 대성당, 1864년에 시작하여 1901년에 완공)을 짓기 시작하였다. 이 건물은 도시의 경계표가 되었다.
1856년 7월 31일 영국 국왕의 칙령으로 크라이스트처치는 뉴질랜드에서 가장 오래된 도시로 탄생한다. 초기 정착민들의 대부분이 영국 옥스퍼드 대학 크라이스트 칼리지 출신이었기 때문에 처치로 명명된다. 영국인 건축가 벤자민 마운트호트가 설계한 네오고딕 양식의 건물이 시내 중심부에 건설된다. 영국인의 이주의 역사에서, 영국의 모습이 많이 남아있는 거리로 현재에 이른다. 1853년부터 1876년까지 캔터버리 주의 주도였지만, 현재는 주 제도는 폐지되고 지방 의회로 전환하였다.
1974년에는 코먼웰스 게임이 개최되었다. 2010년 9월부터 2012년 초반 사이에는 연이은 지진으로 인해 큰 피해를 입었는데 특히 2011년 2월 21일에는 모멘트 규모 6.3의 지진이 일어났다. 2019년 3월 15일에는 모스크 총기 난사 사건이 발생하여 50명의 사망자와 50명의 부상자가 생겼다.

## 지리
캔터버리 평원의 동쪽에 있으며, 북쪽으로는 캔터버리 최대의 강인 와이마카리리강이 흐른다. 동쪽은 태평양에 접하는 페가수스만에 위치하고 있다. 동남쪽에 있는 뱅크스반도를 둘러산 형태로 포트 힐즈라는 언덕이 늘어서 있다. 2006년 3월 6일 뱅크스반도는 크라이스트처치 시에 편입되었다.
뱅크스반도 구역에 있는 리틀턴에는 포트 힐즈 아래를 관통하는 터널이 있다. 자동차 터널과 별도로 철도 터널도 존재하지만, 현재는 화물열차만 운행되고 있다. 버스 운행 시기에 사용된 이전 리틀턴 기차역은 현재 미술 공예품을 취급하는 쇼핑몰로 이용되고 있고, 기차역으로서의 기능은 존재하지 않는다.

### 기후
서안 해양성 기후대에 있어 여름철에는 강렬한 폭염과 겨울에는 강렬한 한파가 없는 연중 온화한 기후구에 있다. 여름 기온은 17℃에서 30℃에 이르며, 겨울 기온이 2℃에서 12℃ 정도이다. 연간 강수량은 648mm이며, 여름철은 습도가 낮고, 겨울철은 습도가 높다.
해륙풍의 영향을 받아 여름에는 조석의 기온차가 심하다. 겨울철에는 습도가 높고 밤에는 한기의 영향을 받아 서리가 발생하기 때문에 새벽에는 도로는 얼고 시내에도 안개가 발생한다. 남알프스의 동쪽에 있기 때문에, 캔터베리 평원 전역에 적설량이 보이지만, 도시에 눈이 내리는 경우는 거의 관측되지 않는다. 겨울철에 사용되는 난방용 장작이나 석탄에서 배출되는 연기가 안개와 결합하여 스모그를 발생시키고, 지형적인 반전층의 영향으로 산간 지대와 언덕에는 짙은 안개가 발생한다.
| 크라이스트처치 공항의 기후                                                     | 크라이스트처치 공항의 기후 | 크라이스트처치 공항의 기후 | 크라이스트처치 공항의 기후 | 크라이스트처치 공항의 기후 | 크라이스트처치 공항의 기후 | 크라이스트처치 공항의 기후 | 크라이스트처치 공항의 기후 | 크라이스트처치 공항의 기후 | 크라이스트처치 공항의 기후 | 크라이스트처치 공항의 기후 | 크라이스트처치 공항의 기후 | 크라이스트처치 공항의 기후 | 크라이스트처치 공항의 기후 |
| 월                                                                             | 1월                        | 2월                        | 3월                        | 4월                        | 5월                        | 6월                        | 7월                        | 8월                        | 9월                        | 10월                       | 11월                       | 12월                       | 연간                       |
| ------------------------------------------------------------------------------ | -------------------------- | -------------------------- | -------------------------- | -------------------------- | -------------------------- | -------------------------- | -------------------------- | -------------------------- | -------------------------- | -------------------------- | -------------------------- | -------------------------- | -------------------------- |
| 역대 최고 기온 °C (°F)                                                         | 37.1 (98.8)                | 40.0 (104.0)               | 35.9 (96.6)                | 29.9 (85.8)                | 27.3 (81.1)                | 22.5 (72.5)                | 22.4 (72.3)                | 22.8 (73.0)                | 26.2 (79.2)                | 30.1 (86.2)                | 32.0 (89.6)                | 36.0 (96.8)                | 40.0 (104.0)               |
| 일평균 최고 기온 °C (°F)                                                       | 22.5 (72.5)                | 22.2 (72.0)                | 20.3 (68.5)                | 17.2 (63.0)                | 14.7 (58.5)                | 11.7 (53.1)                | 11.2 (52.2)                | 12.5 (54.5)                | 14.8 (58.6)                | 16.9 (62.4)                | 18.8 (65.8)                | 21.1 (70.0)                | 17.0 (62.6)                |
| 일일 평균 기온 °C (°F)                                                         | 17.1 (62.8)                | 16.9 (62.4)                | 14.9 (58.8)                | 11.9 (53.4)                | 9.3 (48.7)                 | 6.4 (43.5)                 | 6.0 (42.8)                 | 7.3 (45.1)                 | 9.3 (48.7)                 | 11.3 (52.3)                | 13.2 (55.8)                | 15.7 (60.3)                | 11.6 (52.9)                |
| 일평균 최저 기온 °C (°F)                                                       | 11.8 (53.2)                | 11.5 (52.7)                | 9.5 (49.1)                 | 6.6 (43.9)                 | 3.9 (39.0)                 | 1.2 (34.2)                 | 0.7 (33.3)                 | 2.0 (35.6)                 | 3.9 (39.0)                 | 5.8 (42.4)                 | 7.6 (45.7)                 | 10.4 (50.7)                | 6.2 (43.2)                 |
| 역대 최저 기온 °C (°F)                                                         | 3.0 (37.4)                 | 1.5 (34.7)                 | −1.3 (29.7)                | −4.0 (24.8)                | −6.4 (20.5)                | −7.2 (19.0)                | −6.8 (19.8)                | −6.7 (19.9)                | −4.8 (23.4)                | −4.2 (24.4)                | −2.7 (27.1)                | 0.1 (32.2)                 | −7.2 (19.0)                |
| 평균 강우량 mm (인치)                                                          | 42.4 (1.67)                | 39.8 (1.57)                | 45.1 (1.78)                | 57.5 (2.26)                | 58.1 (2.29)                | 68.3 (2.69)                | 64.2 (2.53)                | 58.1 (2.29)                | 42.2 (1.66)                | 49.1 (1.93)                | 45.1 (1.78)                | 47.8 (1.88)                | 617.7 (24.33)              |
| 평균 강우일수 (≥ 1.0 mm)                                                       | 6.0                        | 5.3                        | 5.7                        | 7.7                        | 7.1                        | 8.6                        | 7.7                        | 7.3                        | 6.2                        | 7.2                        | 7.0                        | 7.0                        | 82.8                       |
| 평균 상대 습도 (%)                                                             | 74.0                       | 79.8                       | 83.0                       | 84.0                       | 86.6                       | 87.2                       | 87.6                       | 85.1                       | 77.7                       | 77.0                       | 70.7                       | 71.8                       | 80.4                       |
| 평균 월간 일조시간                                                             | 227.5                      | 195.2                      | 190.6                      | 158.1                      | 141.2                      | 115.3                      | 127.8                      | 156.5                      | 169.1                      | 205.4                      | 226.7                      | 215.0                      | 2,128.4                    |
| 가능 일조율                                                                    | 51                         | 49                         | 50                         | 50                         | 47                         | 44                         | 44                         | 48                         | 48                         | 50                         | 51                         | 46                         | 48                         |
| 출처: 뉴질랜드 국립수자원대기연구소 (평년값: 1991년~2020년, 극값: 1953년~현재) |                            |                            |                            |                            |                            |                            |                            |                            |                            |                            |                            |                            |                            |

### 2010년 규모 7.1의 지진
2010년 규모 7.2의 강진으로 인해, 크라이스트처치를 비롯한 남섬 곳곳에 비상사태가 선포되었다.
크라이스트처치 서쪽 30km 지점에서 현지 시각 9월 4일 새벽 규모 7.4의 지진이 발생하였다. 진원지는 지표에서 지하 33km인 지점이며, 사망자 없이 중상자 2명만 발생하였지만, 시 중심이 심하게 파괴되고, 비상사태가 선포되었다. 강진에도 불구하고 사망자가 없었던 것은 뉴질랜드의 엄격한 건축법규 때문으로 알려져 있다. (이곳 뿐 아니라 일본 및 대만도 지진 빈발 지역으로 알려져 있다.) 또한 대도시임에도 인구가 30만 여명에 불과하여 피해가 상대적으로 적었다.

### 2011년 규모 6.3의 지진

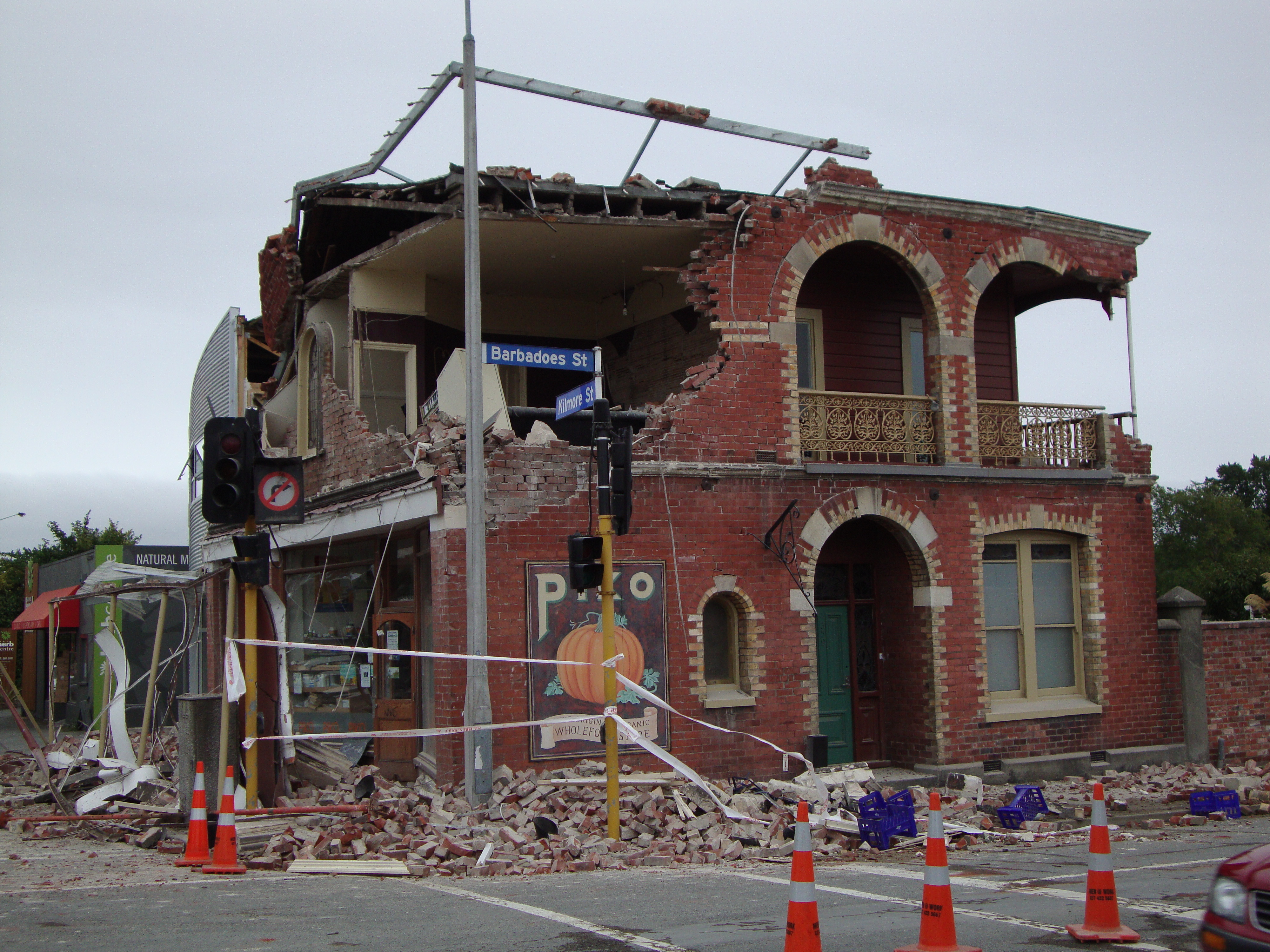
2011년 2월 지진으로 붕괴된 상가

2011년에도 크라이스트처치 부근에서 규모 6.3의 강진이 발생하였다.(2011년 2월 22일 현지 시각 12:51)
2010년 9월에 발생한 지진의 여진이라는 견해와, 독립된 지진이라는 견해가 있다. 피해는 2010년도의 지진에 비해 극심하여 건축물이 크게 파괴되었으며, 많은 사람이 사망하였고, 수백명이 중경상을 입었다.

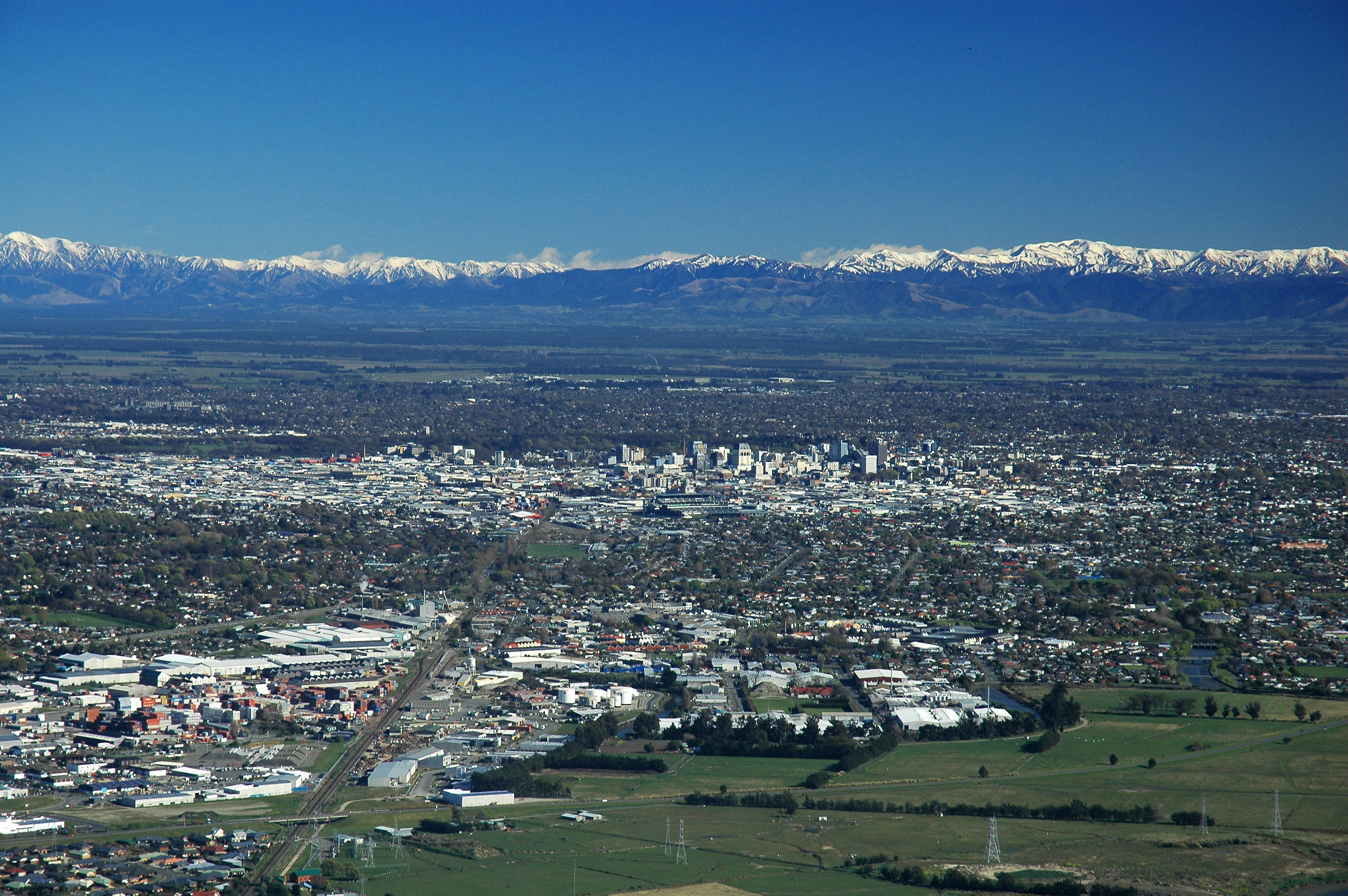
크라이스트처치 전경

## 행정
크라이스트처치의 행정은 시장과 처치 시의회에 의해 운영된다. 시장의 임기는 3년이며, 현재 시장은 TV 사회자 출신으로 전 뱅크스 반도 지역장인 밥 파커 (무소속, 2007년 ~)가 맡고 있다. 크라이스트처치 시의회는 3년마다 선거를 통해 시내를 6개 도시 지역으로 인구가 드문드문 1구 (뱅크스 반도구)으로 나누어 6개 도시 지역에서 각 2명, 뱅크스 반도 지역에서 1명의 의원을 직접 선거로 선출하고 총 13명의 의원으로 의회를 운영한다.
그 외, 각 지역의 문제를 논의하는 커뮤니티 위원회가 시내를 8개의 구역으로 나뉘어 설치된 각 전국 지역에서 5명의 평의회 위원이 지역 주민에 의해 선출된다. 각 평의회 구는 5명의 평의회 위원과 시의회 2명(뱅크스 반도구 선출 의원은 아카 - 와이레와 구와 리틀턴 - 마운트 허버트 구를 겸임)이 소속 지역 문제를 담당한다.
크라이스트처치는 일찍부터 행정 운영에 민간 기법을 도입하여 수많은 선진적인 노력과 혁신적인 개혁을 단행함에 따라 1993년 독일 베텔스만 재단의 칼 베텔스만 상을 수상했다.

## 경제
캔터버리 평원을 중심으로 낙농업, 축산업, 농업이 성행하고 있다. 제조업, 부동산, 도매업도 활발하며, 최근에는 유럽, 아시아, 북미 지역에서 관광객을 중심으로 관광, 여행업도 활기를 띠고 있다. 남섬의 상업 도시이며 금융업, 소프트웨어 개발업, 봉제업이 활발하다.

## 관광

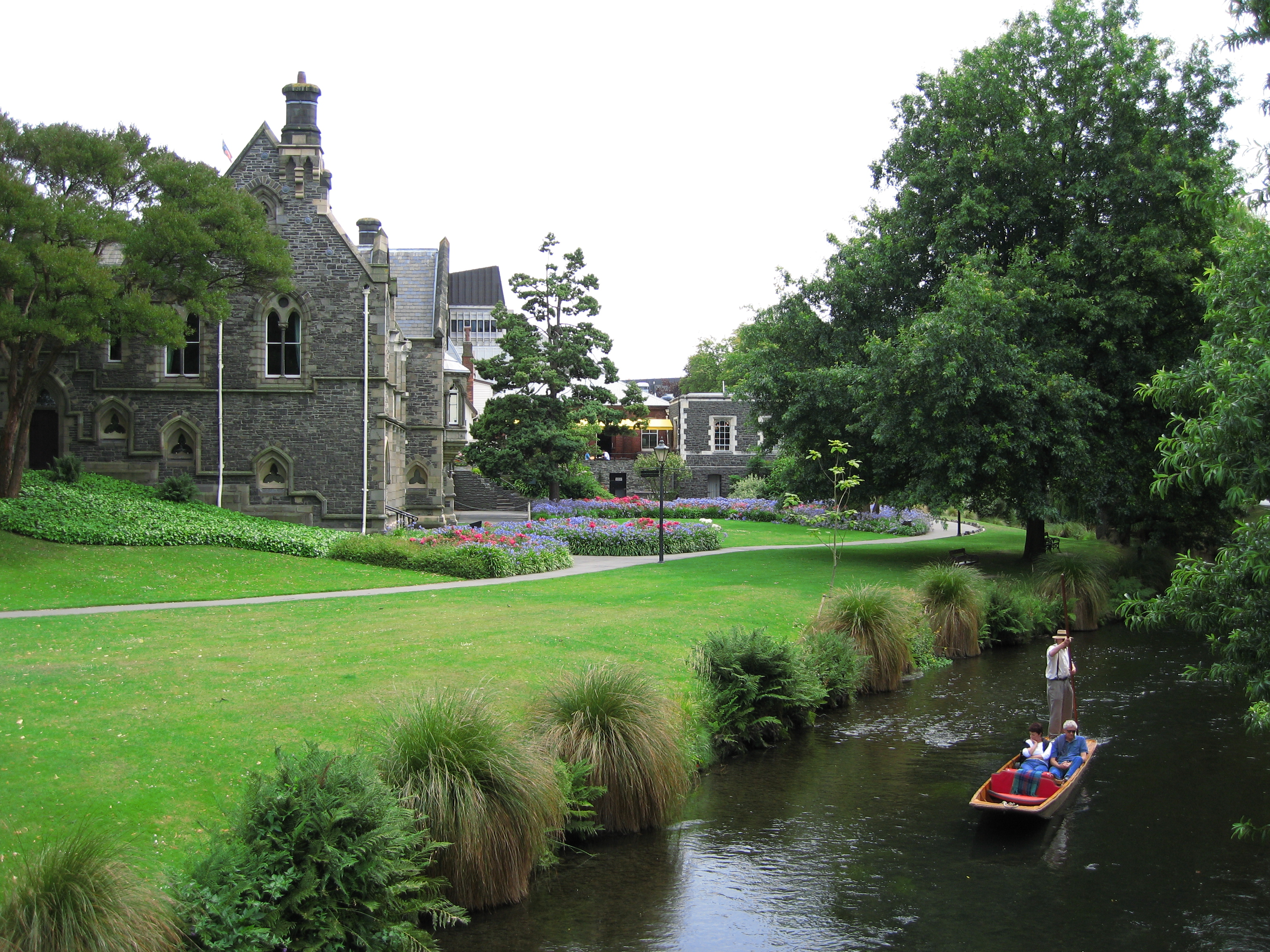
구정부청사와 에이번 강

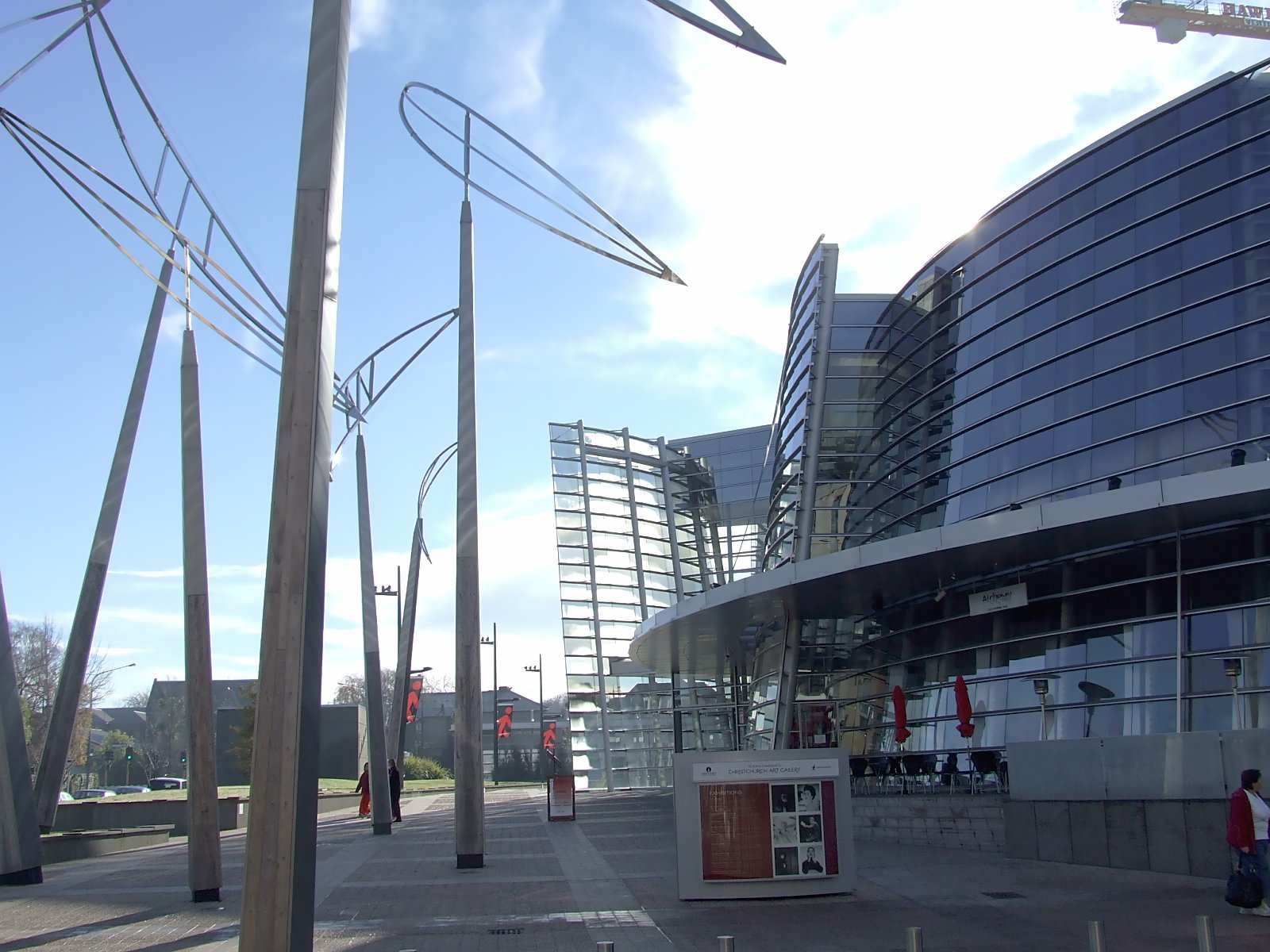
아트 갤러리

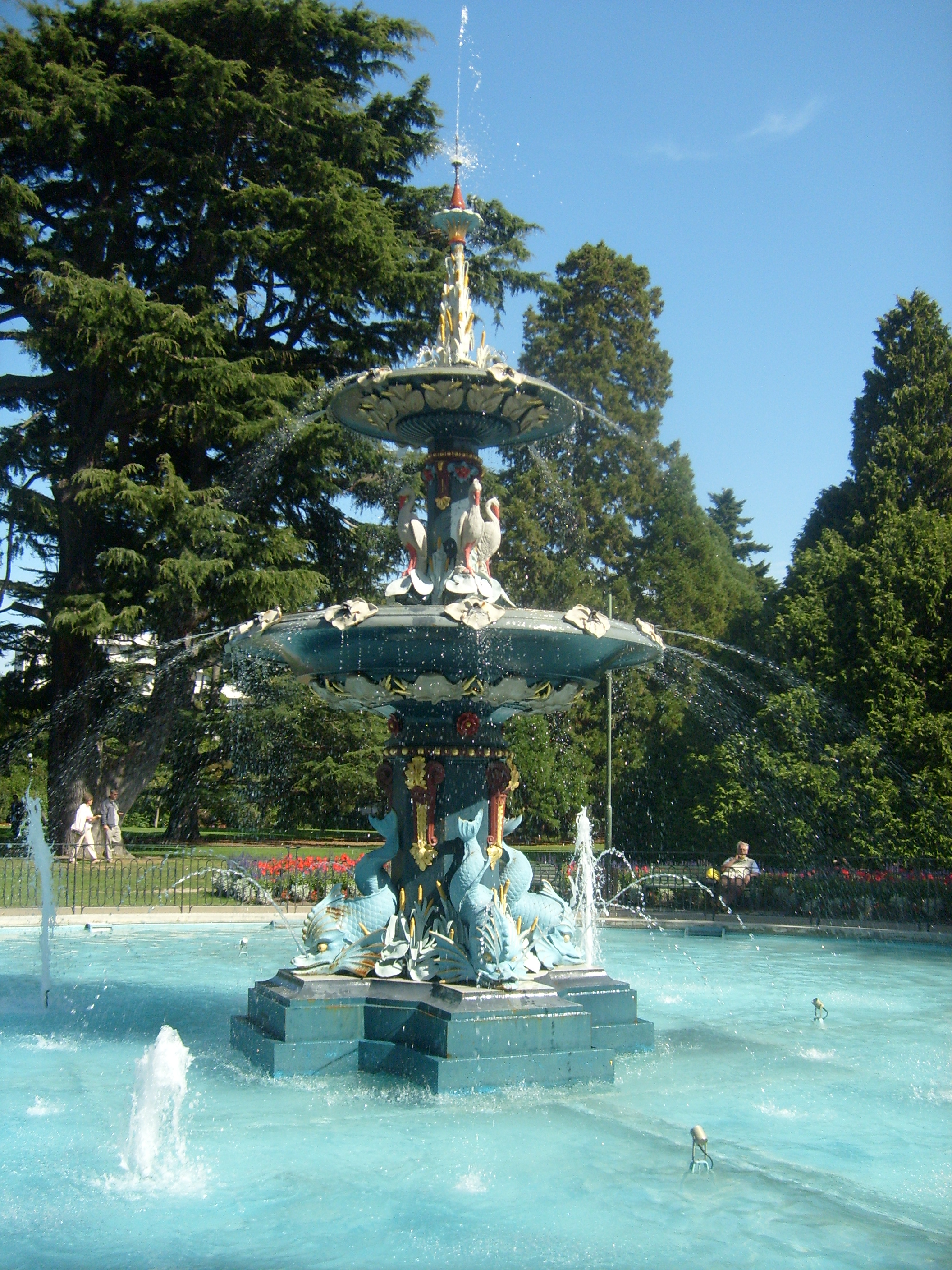
보태닉 가든의 분수

도심에 위치한 크라이스트처치 대성당은 도시의 상징으로 유명하다. 주변은 가장 번화한 도심지를 형성하고 있으며, 비즈니스, 상업, 관광의 중심지로 많은 관광객, 시민들로 활기를 보인다.
크라이스트처치 대성당을 중심으로 관광용 전차를 탈 수도 있다. 크라이스트처치 아트 센터는 관광객들에게 인기 있는 관광 명소이다. 크라이스트처치 식물원은 도보로 접근할 수 있고, 인접한 캔터베리 박물관에서는 캔터베리 지역의 마오리 문화, 역사 자료를 전시하고 있다. 또 지금은 멸종된 거대한 새 모아에 관련된 전시 외에, 캔터베리 지역 개척 시대의 역사 자료 등이 전시되어 있다.
성당에서 서쪽에는 해글리 공원이 있다. 165 헥타르의 넓은 부지에 골프장, 럭비 경기장 축구 연습장, 크리켓 경기장, 테니스 코트 등 스포츠 시설이 있다. 이 공원에서 주말이면 많은 스포츠 경기가 개최된다. 공원을 흐르는 에이번강에서 바지선을 타고 유람하거나, 카누를 탈 수도 있다.
매년 2월에 열리는 "정원 축제"에서는 거리가 꽃과 녹음에 휩싸인다. 또한 이 정원 축제의 일부로 개최되는 〈크라이스트 가든 아워즈〉는 일반 가정의 정원 구조 콘테스트가 열린다. 평가 부문은 종합 부문, 도로 종류, 잔디 종류 등 많은 종류가 있고 참가자 관광객으로 활기를 보인다.
교외로 차를 타고 2시간 정도 가면, 온천 시설로 유명한 핸머스프링스, 고래로 유명한 카이코우라, 아카로아, 마운트헛 스키장 등으로 각종 여가활동을 즐길 수 있다. 각 도시마다 관광정보센터(i센터)에서 숙박과 엑티비티등을 한번에 예약하여 편리하게 여행할 수 있다.
크라이스트처치는 북섬, 호주, 싱가포르로 이동하는 거점이자 남섬 각 지역으로 가는 중계지이기 때문에 관광객, 여행자가 많은 도시이다. 시내에는 카지노에서 갬블링이나 음식을 즐길 수도 있다.

## 교통

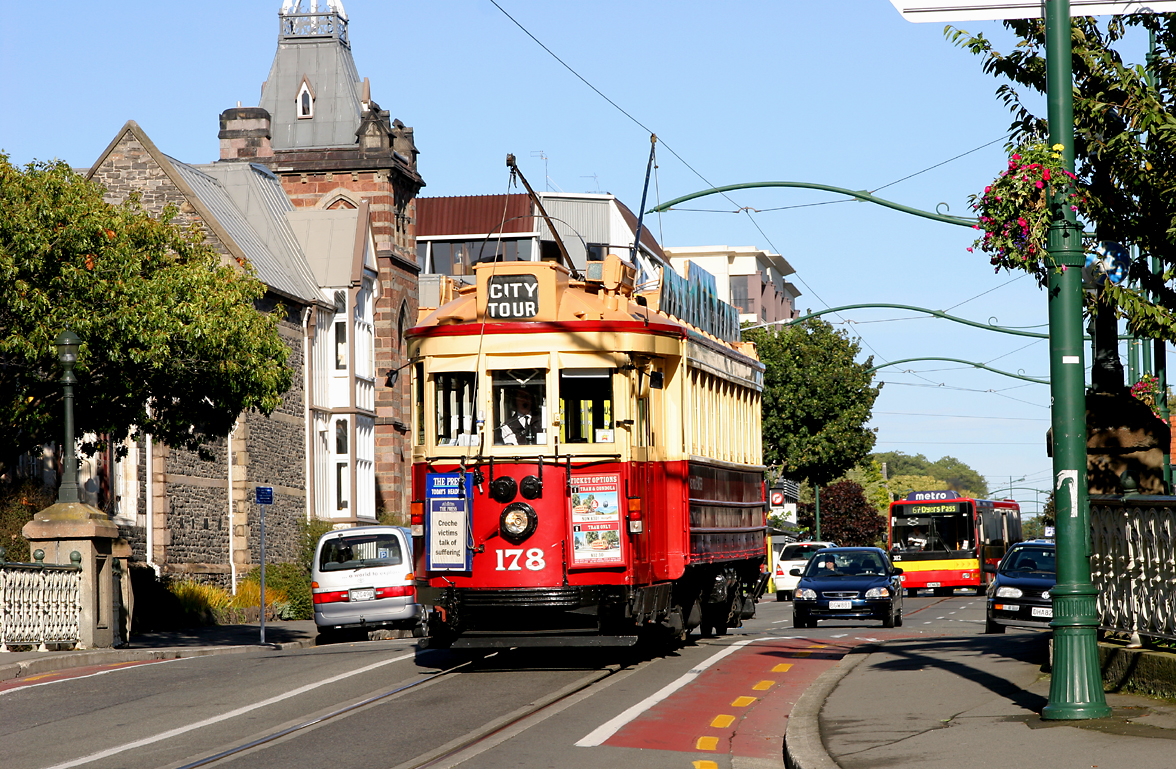
크라이스트처리 브릴 트램

### 버스
시내의 주요 대중교통 수단은 버스 노선이다. 버스 노선이 시내를 전 지역을 운행하고 있으며, 모든 노선이 시내에 있는 버스터미널을 출발 또는 경유지로 하고 있다. 승차 시에는 요금을 결제하는 승차 전용 비접촉식 카드(IC 카드)가 보급되어 있다. 시내 곳곳을 순회하는 무료 셔틀 버스도 운행하고 있다. 대형 장거리 버스(고속버스) 회사에서 남섬 곳곳에 장거리 버스를 운행하고 있다. 크라이스트처치를 출발하거나 경유지로 남섬 전역에 운행한다.

### 철도
시내 중심가에서 남서로 4km 정도의 위치에 기차역이 존재하지만, 여객 열차는 운행하지 않는다. 이곳은 화물과 관광용으로만 이용되고 있다. 여객열차는 남섬 서해안의 그레이마우스로 향하는 "트란츠알파인"과 남섬 북쪽 픽턴으로 향하는 "트란츠코스탈"의 두 노선이 각각 하루 한 편만 운항하고 있다.

### 항공
도심에서 북서쪽으로 약 9km (차로 약 20 분) 저점에 크라이스트처치 국제공항이 있으며, 남섬의 허브가 되고 있다.

## 인구
| 연도  | 인구    | ±% p.a. |
| ----- | ------- | ------- |
| 1981  | 281,721 | —       |
| 1986  | 288,948 | +0.51%  |
| 1991  | 296,061 | +0.49%  |
| 1996  | 316,611 | +1.35%  |
| 2001  | 323,956 | +0.46%  |
| 2006  | 348,456 | +1.47%  |
| 2013  | 341,469 | −0.29%  |
| 2018  | 369,006 | +1.56%  |
| 출처: |         |         |

## 교육
- 캔터베리 대학교
- 링컨 대학교 (뉴질랜드)
- 오타고 대학교

## 자매 도시
- 오스트레일리아 애들레이드
- 영국 크라이스트처치
- 중화인민공화국 간쑤성
- 일본 구라시키시
- 미국 시애틀
- 대한민국 송파구